# برج و دروازه‌های ندوشن
برج و دروازه‌های ندوشن مربوط به مظفریان- دوره صفوی است و در ندوشن، پیرامون بافت قدیمی واقع شده و این اثر در تاریخ ۱۰ خرداد ۱۳۸۲ با شمارهٔ ثبت ۹۱۳۶ به‌عنوان یکی از آثار ملی ایران به ثبت رسیده است.